# Rafle de bébés
Dans le monde anglo-saxon, l'époque de la rafle de bébés (anglais :Baby Scoop Era) concerne des événements survenus au cours de la période postérieure à la Seconde Guerre mondiale (entre 1945 et 1971 ) où, face à une augmentation importante des naissances hors mariage, les travailleurs sociaux, les gouvernements, les services d'adoption d'Églises et une bonne partie de la société considérait que c'était une mesure nécessaire et appropriée d'enlever de force les bébés naissants à leurs mères pour les placer en adoption sans le consentement de celles-ci. Cette pratique courante met en évidence la croyance dominante à l’époque selon laquelle les femmes célibataires étaient considérées comme inaptes à la maternité.

## Histoire par pays

### Australie
Une période d'adoption forcée, également connue sous le nom de « Générations blanches volées », s'est également produite en Australie. Il est généralement admis qu'une baisse de l'adoption au cours des années 1970 était liée à une loi de 1973 prévoyant une aide financière aux parents isolés.

### Canada
L'époque de la rafle de bébés du Canada concerne la période d'après-guerre de 1945 à 1988, lorsque plus de 400 000 filles enceintes non mariées, pour la plupart âgées de 15 à 19 ans, ont été ciblées pour leurs enfants à naître, parce qu'elles n'étaient pas mariées avec un enfant. Un grand nombre de ces jeunes femmes étaient hébergées dans des maternités collectives gérées par des ordres religieux, tels que l'Armée du Salut, l'Église catholique, l'Église unie et l'Église anglicane, etc. Ces « foyers » étaient largement financés par le gouvernement canadien. Il y avait plus de 70 maternités au Canada qui hébergeaient entre 20 et 200 femmes enceintes à la fois. Dans les maternités et les hôpitaux canadiens, jusqu'à 100 % des nouveau-nés ont été retirés de leur mère légale après la naissance et abandonnés à des fins d'adoption. Ces nouveau-nés ont été emmenés dans le cadre d'un protocole Santé et Bien-être.
Certains professionnels de l'époque considéraient que la punition de la mère pour sa transgression était une partie importante du processus. La Dre. Marion Hilliard du Women's College Hospital a été citée en 1956 en ces termes :

« Le père n'y joue absolument aucun rôle. Cela fait partie de sa rééducation. Lorsqu'elle renonce à son enfant pour son propre bien, la mère célibataire a beaucoup appris. Elle a appris une valeur humaine importante. Elle a appris à payer le prix de son méfait, et cela seul, s'il faut une punition, est une punition suffisante... Il faut revenir à un ensemble fondamental de valeurs et à la discipline, qui commence avec le tout petit. »

Il a existé au Canada un phénomène distinct concernant les rafles d'enfants autochtones appelé rafle des années 60.

### États-Unis
De 1945 à 1973, on estime que jusqu'à 4 millions de parents aux États-Unis ont eu des enfants placés en adoption, avec 2 millions au cours des années 1960 seulement. Le nombre annuel d'adoptions d'enfants par des personnes qui ne sont pas membres de la famille est passé d'environ 33 800 en 1951 à un sommet de 89 200 en 1970, puis a rapidement diminué à environ 47 700 en 1975,. (Ceci n'inclut pas le nombre de nourrissons adoptés et élevés par des proches.) 
Cette période de l'histoire a été documentée dans des livres savants tels que Wake Up Little Susie et Beggars and Choosers, à la fois par l'historien Rickie Solinger, et des histoires sociales telles que le livre The Girls Who Went Away et le documentaire, A Girl Like Her, basé sur le livre d'Ann Fessler. Fessler est professeur de photographie à la Rhode Island School of Design qui a exposé une installation artistique intitulée The Girls Who Went Away. C'est aussi le thème du documentaire Gone To A Good Home de Film Australia.
À partir des années 1940 et 1950, l'illégitimité a commencé à être définie en termes de déficits psychologiques de la part de la mère. Dans le même temps, une libéralisation des mœurs sexuelles combinée à des restrictions d'accès au contrôle des naissances a conduit à une augmentation des grossesses avant le mariage. Le point de vue dominant du travail psychologique et social était que la grande majorité des mères célibataires étaient mieux loties d'être séparées par l'adoption de leurs nouveau-nés. Selon Mandell (2007), « Dans la plupart des cas, l'adoption a été présentée aux mères comme la seule option et peu ou pas d'efforts ont été faits pour aider les mères à garder et à élever les enfants ».